# 葉山沙希
葉山 沙希（はやま さき、1989年3月20日 - ）は、日本の元AV女優。
身長:163cm。スリーサイズ:B80(B)・W57・H82。

## 略歴・人物
2008年2月に元読者モデル”との触れ込みでデビューした、清楚系のAV女優である。

## 出演作品

### アダルトサイト
- REAL LIFE FILE:230 滝本ありさ （REAL LIFE）
- HimeMix No.273 RINKO （HimeMix）